# Ernest Laszlo
Pour les articles homonymes, voir Laszlo.
Ernest Laszlo est un directeur de la photographie hongrois né le 23 avril 1898 à Budapest et mort le 6 janvier 1984 à Hollywood.

## Filmographie
- 1928 : The Pace That Kills de William A. O'Connor et Norton S. Parker
- 1929 : The White Outlaw de Robert J. Horner (en)
- 1929 : Linda de Dorothy Davenport
- 1931 : The Primrose Path de William A. O'Connor
- 1944 : Hitler et sa clique (The Hitler Gang) de John Farrow
- 1946 : Révolte à bord (Two Years Before the Mast) de John Farrow
- 1947 : Le Fiancé de ma fiancée (Dear Ruth) de William D. Russell
- 1947 : En route pour Rio (Road to Rio) de Norman Z. McLeod
- 1948 : La Folle enquête (On Our Merry Way) de Leslie Fenton et King Vidor
- 1948 : Lulu Belle de Leslie Fenton
- 1948 : The Girl from Manhattan d'Alfred E. Green
- 1948 : Vivons un peu (Let's Live a Little) de Richard Wallace
- 1949 : The Lucky Stiff de Lewis R. Foster
- 1949 : L'Indésirable Monsieur Donovan (Cover Up) d'Alfred E. Green
- 1949 : Impact d'Arthur Lubin
- 1949 : L'Homme au chewing-gum (Manhandled) de Lewis R. Foster
- 1949 : Le Grand Départ (The Big Wheel) d'Edward Ludwig
- 1950 : Jour de chance (Riding High) de Frank Capra
- 1950 : Mort à l'arrivée (D.O.A.) de Rudolph Maté
- 1950 : The Jackie Robinson Story d'Alfred E. Green
- 1951 : When I Grow Up de Michael Kanin
- 1951 : M de Joseph Losey
- 1951 : Le Puits (The Well) de Leo C. Popkin et Russell Rouse
- 1952 : Catch conjugal (The First Time) de Frank Tashlin
- 1952 : Mutinerie à bord (Mutiny) d'Edward Dmytryk
- 1952 : Three for Bedroom C de Milton H. Bren (en)
- 1952 : Lady in the Iron Mask de Ralph Murphy
- 1952 : Le Piège d'acier (The Steel Trap) d'Andrew L. Stone
- 1952 : La Star (The Star) de Stuart Heisler
- 1953 : Fais-moi peur ou Martin et Lewis chez les fantômes (Scared Stiff) de George Marshall
- 1953 : Stalag 17 de Billy Wilder
- 1953 : La Vierge sur le toit (Die Jungfrau auf dem Dach) (version allemande de La Lune était bleue, 1953)
- 1953 : La Lune était bleue (The Moon Is Blue) d'Otto Preminger
- 1953 : Houdini le grand magicien (Houdini) de George Marshall
- 1954 : Quand la Marabunta gronde (The Naked Jungle) de Byron Haskin
- 1954 : Romance sans lendemain (About Mrs. Leslie) de Daniel Mann
- 1954 : Bronco Apache (Apache) de Robert Aldrich
- 1954 : Vera Cruz de Robert Aldrich
- 1955 : En quatrième vitesse (Kiss Me Deadly) de Robert Aldrich
- 1955 : L'Homme du Kentucky (The Kentuckian) de Burt Lancaster
- 1955 : Le Grand Couteau (The Big Knife'') de Robert Aldrich
- 1956 : La Cinquième Victime (While the City Sleeps) de Fritz Lang
- 1956 : Bandido caballero ! (Bandido) de Richard Fleischer
- 1957 : Valerie de Gerd Oswald
- 1957 : Les Amours d'Omar Khayyam (Omar Khayyam) de William Dieterle
- 1957 : La Sanglante Embuscade (Gunsight Ridge) de Francis D. Lyon
- 1958 : La Révolte des poupées (Attack of the Puppet People) de Bert I. Gordon
- 1958 : The Space Children de Jack Arnold
- 1958 : Les Années merveilleuses (The Restless Years) de Helmut Käutner
- 1959 : Tout près de Satan (Ten Seconds to Hell) de Robert Aldrich
- 1960 : Procès de singe (Inherit the Wind) de Stanley Kramer
- 1960 : Tormented de Bert I. Gordon
- 1961 : El Perdido (The Last Sunset) de Robert Aldrich
- 1961 : Jugement à Nuremberg (Judgment at Nuremberg'') de Stanley Kramer
- 1963 : Un monde fou, fou, fou, fou (It's a Mad, Mad, Mad, Mad World) de Stanley Kramer
- 1963 : Quatre du Texas (4 for Texas) de Robert Aldrich
- 1964 : One Man's Way de Denis Sanders
- 1965 : Le Sillage de la violence (Baby the Rain Must Fall) de Robert Mulligan
- 1965 : La Nef des fous (Ship of Fools) de Stanley Kramer
- 1966 : Le Voyage fantastique (Fantastic Voyage) de Richard Fleischer
- 1967 : Luv, est-ce l'amour ? (Luv) de Clive Donner
- 1968 : Star! de Robert Wise
- 1969 : La Boîte à chat (Daddy's Gone A-Hunting) de Mark Robson
- 1969 : The First Time de James Neilson
- 1970 : Airport de George Seaton
- 1973 : Duel dans la poussiere (Showdown) de George Seaton
- 1974 : Il était une fois à Hollywood (That's Entertainment!) de Jack Haley Jr.
- 1976 : L'Âge de cristal (Logan's Run) de Michael Anderson
- 1977 : La Théorie des dominos (The Domino Principle) de Stanley Kramer